# Franz Bartl
Franz Bartl, avstrijski rokometaš, * 7. januar 1915, † 12. julij 1941.
Leta 1936 je na poletnih olimpijskih igrah v Berlinu v sestavi avstrijske rokometne reprezentance osvojil srebrno olimpijsko medaljo.